# Monument a la Glòria (Lviv)
El Monument a la Glòria (en rus: Монумент Славы, en ucraïnès: Монумент Слави) és un monument commemoratiu a la victòria de l'URSS a la "Gran Guerra Pàtria" (Segona Guerra Mundial), erigit a Lviv, Ucraïna.

## Informació general

### Ubicació
El memorial està situat a la part superior del parc de la cultura i l'esplai Bogdan Jmelnytsky, prop de l'Institut Militar d'Infanteria de Lviv (abans Institut Polític-Militar de Lviv), a la intersecció dels carrers Stryiska i Gvardeska. És el lloc on tradicionalment es fan les celebracions del 9 de maig (commemoració del Dia de la Victòria).

### Característiques
El 1971 s'inaugurà l'anomenat "Monument a la Glòria Militar de les Forces Armades Soviètiques" («Монумент боевой славы Советских Вооруженных Сил »). El conjunt va ser realitzat en granit i bronze per un grup d'artistes, entre ells els escultors E. P. Miska (Э. П. Мисько), I. N. Motyka (Я. Н. Мотыка), el monumentalista A. P. Pirozhkov (А. П. Пирожков) i els arquitectes M. D. Vendzilovitx (М. Д. Вендзилович) i A. S. Ogranovitx (А. С. Огранович).
El conjunt està format per un monòlit de 30 metres, un grup central de bronze, i un bloc de granit massís amb grans relleus de coure forjat. En el monòlit vertical, "l'alliberament", personifica bàsicament a les tropes; infanteria, tanquistes, artillers, pilots i mariners. El grup escultural consisteix en figures al·legòriques de soldats soviètics i la "Mare Pàtria", col·locats al centre del conjunt. La "Mare Pàtria" pren jurament als soldats, i simbòlicament els beneeix amb l'espasa. La història de l'Exèrcit Soviètic es mostra en sis alts relleus ornamentals, localitzats als costats del monòlit: el "Naixement de l'Exèrcit Roig", la "Guerra Civil ", l'"Alliberament d'Ucraïna Occidental", l'"Any 1941", la "Segona Guerra Mundial" i la "Victòria".

### Museu d'Història
Després del memorial, en la dècada de 1970 va ser erigit el Museu d'Història del Districte Militar dels Pre-Carpats, que fou tancat i destruït amb la independència d'Ucraïna. El Museu estava emplaçat en els terrenys del vell cementiri Stryyski, on van ser enterrats el 1849 centenars de soldats de l'Exèrcit Rus que van penetrar per Lviv a Hongria, i van morir degut al seu pobre equipament. El cementiri finalment va ser destruït el 1918 com a resultat dels conflictes entre ucraïnesos i polonesos.

### Destinació del Monument
L'11 de maig de 2007, el Consell de la Ciutat de Lviv va crear una comissió per examinar el tema d'una possible supressió del memorial o el seu trasllat en elements separats com a "símbols imperials bolxevics".